# Pannello solare termico

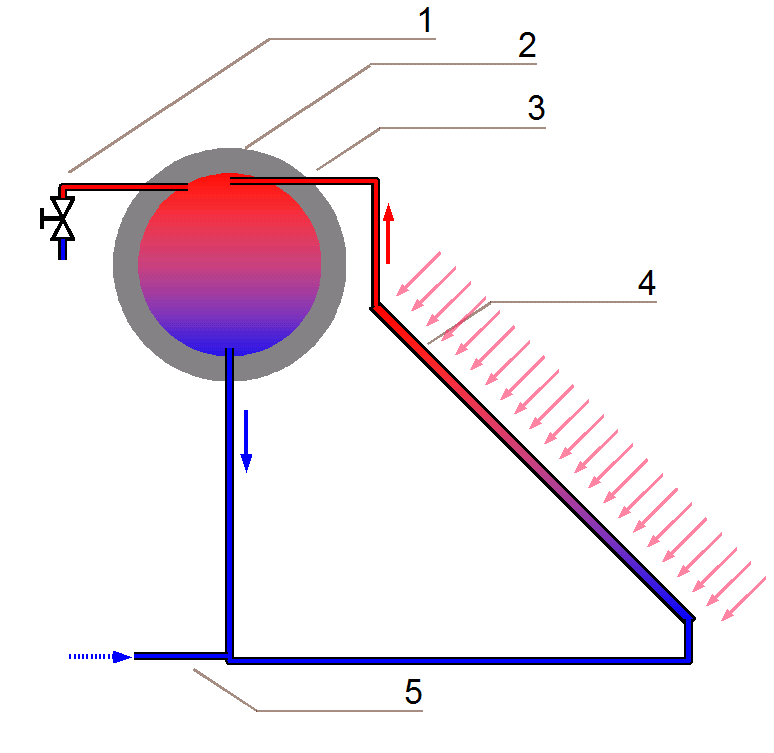
Schema di un pannello solare:
1) Valvola;
2) Serbatoio di accumulo;
3) Condotto di inserimento;
4) Pannello di assorbimento;
5) Condotto di inserimento dell'acqua fredda.

Il pannello solare termico, o collettore solare, è un dispositivo per la conversione della radiazione solare in energia termica ed il suo trasferimento, per esempio, verso un accumulatore termico per un uso successivo: produzione di acqua calda (sanitaria o di processo), riscaldamento degli ambienti, raffrescamento solare (solar cooling).
Si differenzia dal pannello fotovoltaico, in quanto quest'ultimo serve invece per la produzione di corrente elettrica.

## Storia
L'ideazione di pannelli solari termici può risalire all'Impero romano che già conosceva un metodo per sfruttare l'irraggiamento solare per mezzo dell'effetto serra creato dai vetri con cui venivano chiuse le finestre delle case. Nel Cinquecento però Leonardo Da Vinci aveva ampliato lo studio di parabole per concentrare l'energia solare per applicarlo all'industria dell'epoca; nel Settecento, Lavoisier riuscì a fondere il platino, il cui punto di fusione è di 1780 °C, riscaldandolo tramite la concentrazione di raggi solari.
Nel 1767 fu inventato un primo tipo di pannello solare da Horace-Bénédict de Saussure: una pentola di legno foderata di sughero nero, usata dagli americani per cucinare. Essa raggiungeva i 109 °C per mezzo di un sistema di tre strati nella parte alta della pentola. Nel 1830 in Inghilterra John Herschel perfezionò il sistema ideato da Horace-Bénédict de Saussure da cui nacque una tecnica di cottura chiamata oggi solar cooking. L'americano Clarence Kemp brevettò nel 1891 il primo pannello solare termico per la produzione di acqua calda sanitaria; questo sistema ebbe molto successo e si diffuse facilmente a seguito della crisi energetica del 1973.
Dopo la prima guerra mondiale, a partire dal 1920 negli USA si diffuse un sistema a circolazione naturale che forniva acqua calda durante il giorno. Nel 1935, sempre in America, fu costruito il primo edificio riscaldato tramite un impianto di pannelli solari termici.

## Tecnologia
Un sistema solare termico normalmente è composto da un pannello che riceve l'energia solare, da uno scambiatore dove circola il fluido usato per trasferirla a un serbatoio, che ha la funzione di immagazzinare l'energia accumulata. Il sistema può avere due tipi di circolazione, naturale o forzata.

### Circolazione naturale

Schema di un impianto a circolazione naturale:
(A) Entrata dell'acqua fredda;
(B) Serbatoio coibentato;
(C) Pannello solare termico;
(D) Radiazione solare;
(E) Uscita dell'acqua calda.

Nel caso della circolazione naturale a termosifone, per far circolare il fluido vettore nel pannello solare, si sfrutta la convezione. Il liquido vettore riscaldandosi nel pannello solare si dilata e galleggia rispetto a quello più freddo presente nello scambiatore del serbatoio di accumulo. Spostandosi, quindi nello scambiatore posto più alto rispetto al pannello solare cede il suo calore all'acqua sanitaria del secondario. Questo tipo è più semplice di quello a circolazione forzata.
Non esiste consumo elettrico dovuto alla pompa di circolazione e alla centralina solare differenziale presente nel sistema a circolazione forzata. Il fluido vettore usato nel circuito primario è glicole propilenico atossico (comunemente conosciuto come antigelo) miscelato con acqua in una percentuale tale da garantire un'adeguata resistenza al gelo. Il serbatoio viene disposto ad un'altezza maggiore di quella dei pannelli solari a cui è collegato e per ragioni estetiche è del tipo orizzontale ad intercapedine.
La circolazione naturale, rispetto a quella forzata, risulta essere più sensibile alle perdite di carico del circuito primario e vengono, quindi, realizzati sistemi kit compatti dove il serbatoio di accumulo è situato molto vicino al pannello solare. Le serpentine possono anche essere due, nel caso si voglia anche preriscaldare l'acqua del serbatoio con integrazione ad un termocamino o caldaia. Si può anche integrare una resistenza elettrica per riscaldare l'acqua in caso di insufficiente o assente (nelle ore notturne) irradiazione solare.
Un impianto a circolazione naturale con serbatoio esterno è adatto in regioni con temperature notturne non rigide. Attualmente viene fatta molta attenzione all'impatto visivo di tali sistemi colorando i serbatoi di color tegola oppure disponendoli direttamente a terra. Questo tipo di impianto è adatto a famiglie che hanno un risparmio esiguo, in quanto, non avendo bisogno di energia elettrica o costi gestione impianto il risparmio è al netto da spese aggiuntive.

### Circolazione forzata

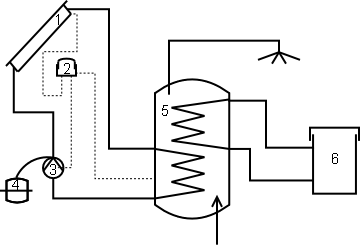
Schema di un impianto a circolazione forzata:
1) Pannello solare;
2) regolatore;
3) Pompa
4) Pressostato;
5) Serbatoio d'acqua;
6) Altra fonte di calore (caldaia, pompa di calore ecc.).

La circolazione del liquido avviene con l'aiuto di pompe solo quando nei pannelli il fluido vettore si trova ad una temperatura più elevata rispetto a quella dell'acqua contenuta nei serbatoi di accumulo. Per regolare la circolazione ci si avvale di sensori elettrici che confrontano la temperatura del fluido vettore nel collettore con quella nel serbatoio di accumulo (termocoppia). In tali impianti ci sono meno vincoli per l'ubicazione dei serbatoi di accumulo.
Normalmente, il circuito idraulico collegato al pannello è chiuso e separato da quello dell'acqua che riscalda, posizionando una serpentina nel serbatoio come scambiatore di calore. Le serpentine possono anche essere due, tre o quattro nel caso si voglia anche preriscaldare il fluido dell'impianto di riscaldamento tramite l'acqua del serbatoio o integrazione ad un termocamino o caldaia.
Si può anche integrare una resistenza elettrica per riscaldare l'acqua in caso di insufficiente o assente (nelle ore notturne) irradiazione solare. Quest'impianto è consigliato per le zone rigide di montagna e nel caso la famiglia abbia un notevole risparmio, in quanto, consumi di energia e costi gestione impianto incidono sul risparmio dato.

### A svuotamento
Simile a circolazione forzata, l'impianto si riempie solo quando è possibile o necessario. L'impianto funziona solo quando c'è sole e il serbatoio non ha raggiunto la temperatura desiderata, negli altri casi l'impianto rimane in condizione di riposo. La pompa svuota l'impianto se non c'è sole o se la temperatura dell'accumulo ha raggiunto la temperatura desiderata.

## Componenti opzionali
L'accumulo talvolta è parte integrante del pannello solare e in questi casi spesso è in vista immediatamente sopra a esso o nelle immediate vicinanze. Molto spesso l'accumulo non fa parte del pannello, ma dell'impianto termico.

## Tipi

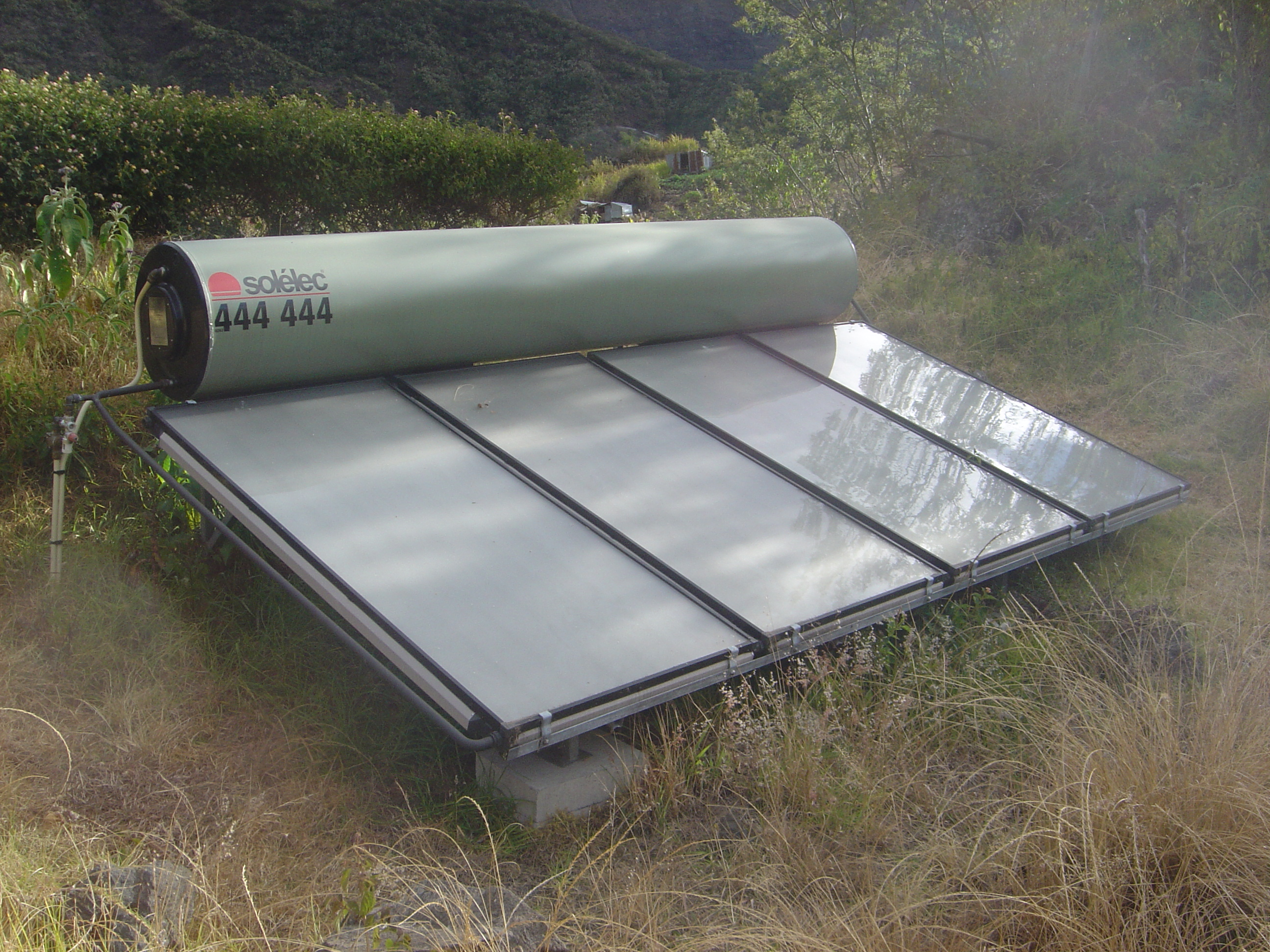
Collettore solare piano.

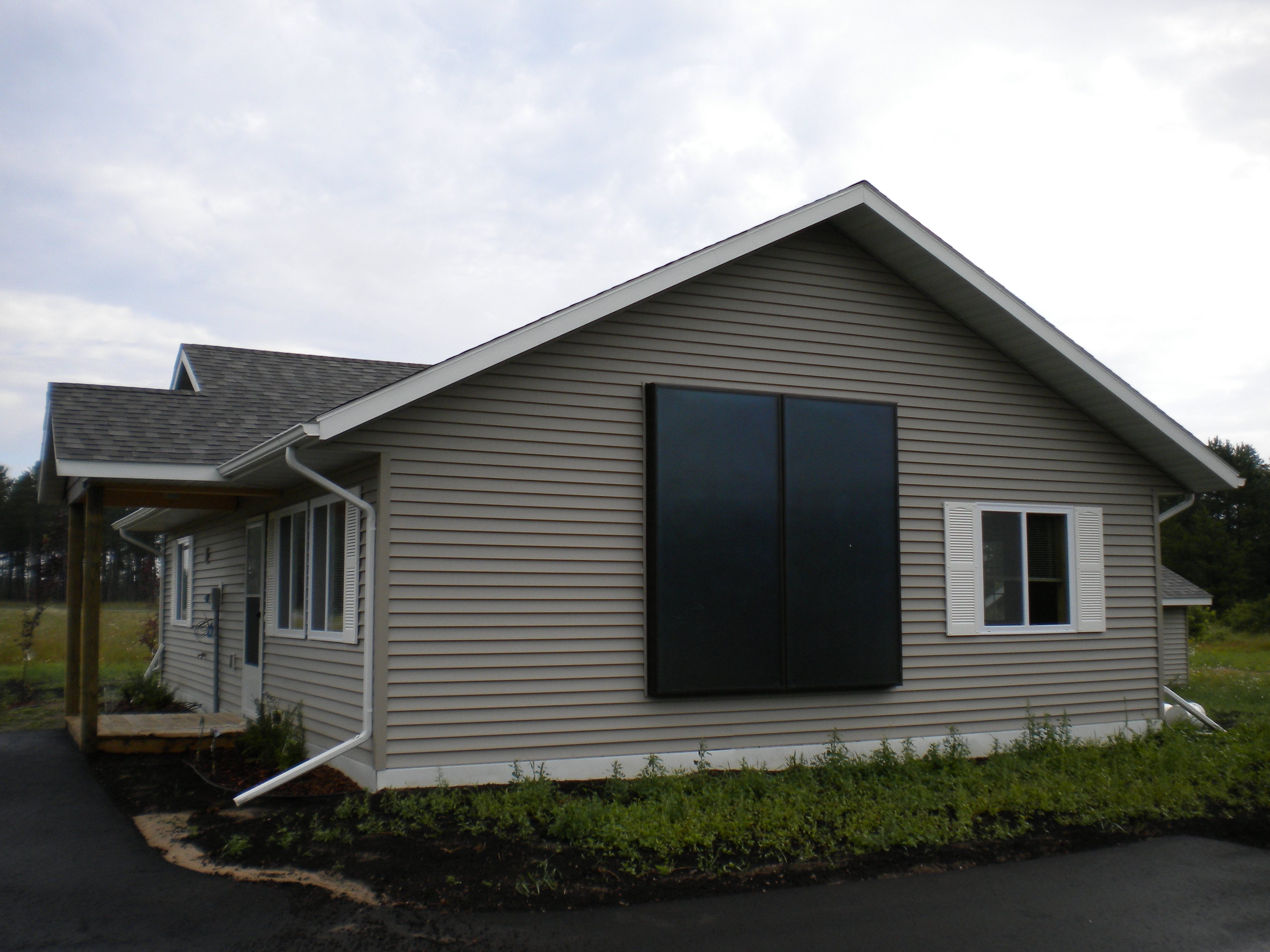
Collettore ad aria.

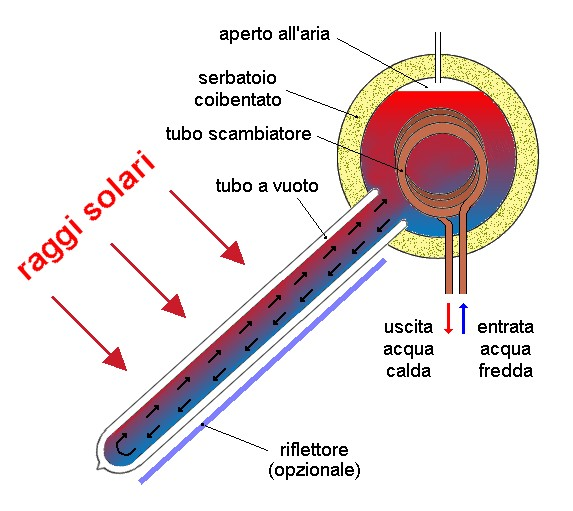
Pannello solare termico con
tubi sottovuoto a circolazione naturale e scambiatore di calore.

I pannelli solari termici si possono suddividere in alcuni tipi costruttivi:
- pannelli solari termici piani;
  - non vetrati o scoperti;
  - vetrati;
    - non selettivi;
    - selettivi;

  - ad aria;
- pannelli solari termici sottovuoto;
  - tubo a "U";
  - heat pipe;
- pannelli solari termici con serbatoio integrato;
- pannelli solari termici a concentrazione.

Il collettore piano è il sistema più usato per ottenere le basse temperature, cioè comprese fra i 50 °C e i 90 °C, che si ottengono facilmente facendo riscaldare al Sole superfici piane.
Un collettore piano è costituito da:
- una lastra trasparente di vetro (se si tratta di pannelli vetrati), che fa passare le radiazioni in arrivo e blocca quelle in uscita;
- un assorbitore di rame, che è un buon conduttore di calore, in esso sono ricavati molti canali dove circola acqua o aria (nel caso del pannello piano vetrato ad aria). Il Sole scalda la piastra, che a sua volta scalda l'acqua o l'aria;
- un isolante termico, che impedisce la dispersione di calore.

I pannelli solari termici piani non vetrati o scoperti sono privi di vetro; hanno il vantaggio di essere poco costosi e di avere un ottimo rendimento in condizioni ottimali di irraggiamento quando la temperatura esterna è alta. A causa della mancanza dell'isolamento il loro rendimento diminuisce rapidamente all'allontanarsi dalle condizioni ottimali. L'acqua passa direttamente all'interno dei tubi del pannello dove viene riscaldata dai raggi solari ed è pronta per essere usata. Il limite di questi pannelli è che, non essendo coibentati, funzionano con una temperatura ambiente di almeno 20 °C (al di sotto il bilancio tra energia accumulata ed energia dispersa è sfavorevole), e la temperatura massima dell'acqua non supera i 40 °C. Sono adatti perciò al solo uso stagionale ed esclusivamente per la produzione di acqua calda sanitaria, sono spesso impiegati nel riscaldamento delle piscine.
I pannelli solari termici piani vetrati ad acqua (a volte insieme a liquido antigelo) hanno una struttura attorno all'assorbitore che ne limita le dispersioni sia per convezione con l'aria che per irraggiamento dato che il vetro che ricopre la parte superiore dell'assorbitore è progettato per questa funzione. Hanno un rendimento leggermente inferiore ai non vetrati in condizioni ottimali ma in condizioni meno favorevoli hanno un rendimento decisamente più alto arrivando a produrre acqua calda per uso sanitario circa da marzo a ottobre; i pannelli solari termici vetrati selettivi consistono in un particolare trattamento dell'assorbitore che lo rende più ricettivo al calore, per questo sono più efficienti nei periodi meno favorevoli, mentre quelli non selettivi hanno semplicemente l'assorbitore colorato di nero in modo da attirare maggiormente la radiazione solare.
I pannelli solari termici piani ad aria fanno circolare al loro interno aria anziché acqua. L'aria viene fatta circolare tra vetro e assorbitore o, in alcuni casi, in una intercapedine ricavata tra l'assorbitore ed il fondo di poliuretano isolante. Questi ultimi sono studiati in modo tale che l'aria permanga più tempo possibile nel pannello solare poiché scambia più difficilmente il calore rispetto all'acqua.
I pannelli solari termici sottovuoto sono in grado di garantire un maggiore apporto energetico anche in condizioni di basso irraggiamento o basse temperature esterne, esistono principalmente due tipi di collettori sottovuoto, detti anche collettori a tubi sottovuoto, quelli che contengono un tubo a "U" in cui circola direttamente il liquido che assorbe il calore e quelli heat pipe che contengono un tubo in rame chiuso alle estremità contenente un liquido in bassa pressione che evapora riscaldandosi e si condensa nella parte alta del tubo cedendo il calore all'acqua sovrastante.

## Usi
I pannelli solari possono essere usati per fornire acqua calda e riscaldamento o per generare energia elettrica.
Nel caso di produzione di acqua calda, il serbatoio provvede a immagazzinare l'acqua domestica che viene messa a contatto con il fluido tramite una serpentina. La serpentina consente al fluido di trasferire all'acqua l'energia immagazzinata senza contaminare l'acqua. Questa acqua può servire come acqua calda nelle abitazioni o per integrare il riscaldamento a pavimento degli ambienti. I pannelli solari termici sono in grado di fornire acqua calda in buone quantità, ma non possono sostituire completamente gli usuali metodi di riscaldamento per via dell'incostanza dell'energia solare.
Nel caso di produzione di energia elettrica, lo scambiatore di calore è riscaldato fino a essere portato in ebollizione; una volta che il liquido è passato in fase gassosa viene inviato in una turbina termoelettrica che converte il movimento del gas in energia elettrica. Questo tipo di impianto è detto solare termodinamico e richiede ampi spazi per l'installazione dei pannelli solari e una presenza di sole costante, per questo i deserti sono luoghi spesso appropriati per tali installazioni. Una centrale di questo tipo è stata realizzata anche in Sicilia con il progetto Archimede, la cui inaugurazione è avvenuta nel luglio 2010.

## Benefici
L'uso dei pannelli solari per il riscaldamento dell'acqua, in sostituzione di una caldaia o uno scaldabagno elettrico, ha come diretta conseguenza il risparmio di idrocarburi e di energia elettrica. Inoltre:
- mancata emissione di CO2 (responsabile del surriscaldamento globale), di ossidi di zolfo, di azoto e di particolato;
- produzione di calore da fonte rinnovabile (il Sole);
- minore necessità di infrastrutture per il trasporto dell'energia da grandi distanze;
- maggiore indipendenza energetica;
- tecnologia accessibile (bassi oneri di realizzazione e smaltimento);
- alto rendimento termico.[non chiaro]

## Integrazione nell'impianto idraulico

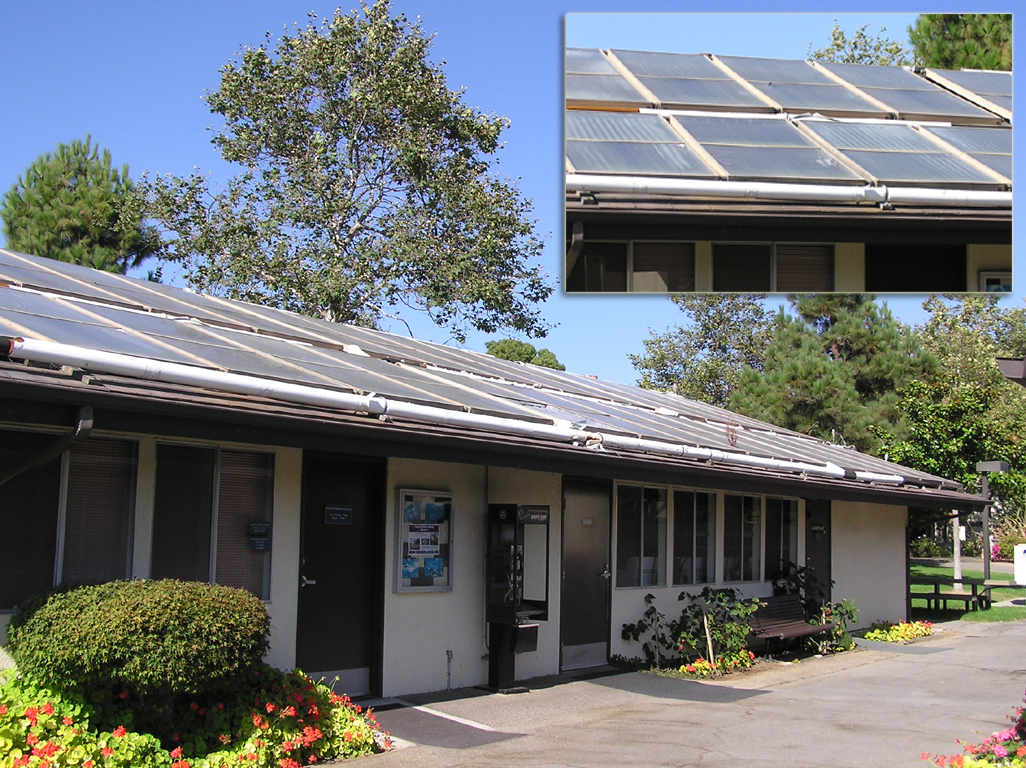
Un edificio adibito a lavanderia ricoperto di pannelli solari termici per la produzione di acqua calda di lavaggio.

L'integrazione di un pannello solare in un impianto idraulico per la produzione di acqua calda sanitaria avviene solitamente secondo il seguente schema.
Il tubo di uscita del serbatoio è collegato a poca distanza a una valvola termostatica che si occupa di miscelare l'acqua calda dell'accumulo con l'acqua fredda dell'impianto mantenendo in uscita acqua a temperatura costante (40-50 °C). Tale valvola è necessaria per tre motivi: 
- evitare il pericolo di ustioni;
- disperdere il calore nelle tubature data l'elevata temperatura (per questo motivo la valvola non dovrebbe essere posta troppo distante dall'accumulo);
- evitare il danneggiamento di una eventuale caldaia posta in serie al pannello solare.

L'uscita della valvola termostatica è poi collegata a una valvola deviatrice detta anche valvola a tre vie. Questa valvola ha un ingresso e due possibili uscite. A seconda della temperatura di ingresso si attiva l'una o l'altra uscita, ma mai contemporaneamente. Si adotta questa soluzione per far in modo che quando la temperatura è di circa 40 °C o superiore l'acqua venga direttamente immessa nel circuito dell'acqua calda sanitaria; in caso contrario viene inviata all'ingresso di una caldaia istantanea o ad accumulo, che la scalda fino alla temperatura desiderata prima di essere immessa nel circuito. La suddetta valvola deviatrice può essere azionata manualmente (valvola manuale), a esempio nel periodo invernale o in lunghi periodi di scarso irraggiamento, oppure può essere controllata meccanicamente da un piccolo motore azionato da un sensore di temperatura, solitamente una termocoppia, posto all'interno dell'accumulo (valvola elettronica).
Da notare che la caldaia per la produzione di acqua calda, da mettere in serie al pannello, deve essere in grado di "modulare" riducendo molto la fiamma se di tipo istantaneo, (cioè senza accumulo). Nel caso di caldaia ad accumulo la regolazione della fiamma e la sua accensione sono pilotate da un sensore di temperatura presente nell'accumulo, per cui non si richiede nessuna particolare predisposizione.